# Dehiba (delegación)
Dehiba es una delegación de la gobernación de Tataouine en Túnez. En abril de 2014 tenía una población censada de 4295 habitantes.
Se encuentra ubicada al sur del país, en el desierto del Sahara y cerca de la frontera con Libia y Argelia.